# Sthenocephalus indicus
Sthenocephalus indicus är en ormstjärneart som beskrevs av Jean Baptiste François René Koehler 1898. Sthenocephalus indicus ingår i släktet Sthenocephalus och familjen Euryalidae. Inga underarter finns listade i Catalogue of Life.